# Palais du Coudenberg
Pour les articles homonymes, voir Coudenberg (homonymie).
Le château, puis palais du Coudenberg, situé au centre du Quartier de la Cour à Bruxelles, sur la colline du Coudenberg, est durant près de 700 ans la résidence (et siège du pouvoir) des comtes, ducs, archiducs, rois, empereurs ou gouverneurs qui, du XIIe siècle jusqu’au XVIIIe siècle, ont exercé leur souveraineté sur le duché du Brabant et sur tout ou partie des Pays-Bas bourguignons puis espagnols et autrichiens. Le palais est complètement détruit par un incendie accidentel qui éclate dans la nuit du 3 au 4 février 1731.
Le palais est l'un des sièges des souverains de l'État bourguignon, les ducs de Bourgogne. Il n'en reste aujourd'hui que les parties souterraines. Après plusieurs années de fouilles, les vestiges archéologiques du palais ont été dégagés et sont accessibles aux visiteurs. Le château fait partie du réseau des résidences royales européennes.

## Situation géographique
Il est actuellement difficile de se représenter le site originel du château du Coudenberg, tellement la configuration du terrain a été bouleversée au cours des siècles : cours d'eau disparus et accidents de terrain nivelés. Le château s'élevait sur un promontoire dominant la vallée de la Senne une quarantaine de mètres plus bas. Ce promontoire était longé du sud-est au nord-ouest par une dépression formée par un affluent de la Senne, le Coperbeek, qui prenait sa source non loin de là, et au sud-est un petit ravin dont l'actuel Borgendael conserve le souvenir. À l'ouest, la pente raide de la vallée de la Senne menait vers le marécage du Ruysbroeck. Peu de choses subsistent de ce paysage, à l'exception des bas-fonds du parc de Bruxelles, dont une partie a elle-même été remblayée au début du XXe siècle lors de l'aménagement de la place des Palais et de la construction de l'actuel palais royal. Le site était donc particulièrement propre à la défense. De plus, il fut englobé dans la première enceinte de Bruxelles. Outre ces considérations stratégiques, le Coudenberg offrait d'autres avantages : un accès rapide vers Louvain, ville qui disputait à Bruxelles la première place dans les possessions des comtes, ainsi que vers Tervueren, leur résidence d'été, et la forêt de Soignes, où ils aimaient chasser.

## Toponymie
Coudenberg, ou en néerlandais moderne Koudenberg, signifie « colline froide ». C'est la plus haute des collines du Bruxelles médiéval. Le lieu fut aussi connu sous les appellations de : « Frigidus mons », à l'ablatif « Frigido Monte » ou de « Froidmont » (traduction française de Koudenberg).  Jusqu'au XIXe siècle, on écrivait aussi Caudenberg.

## Historique
La date exacte à laquelle les comtes de Louvain édifièrent le premier château du Coudenberg reste un sujet de débats. On la fixe généralement au milieu du XIe siècle : en 1047, le transfert par le comte Lambert II Baldéric des reliques de sainte Gudule de l'église Saint-Géry vers l'église qui deviendra plus tard la cathédrale Saints-Michel-et-Gudule, correspondit sans doute au déplacement du siège du pouvoir comtal du bas vers le haut de la ville. Toujours est-il que l'existence du château est bien attestée au XIIe siècle. 
La ville et le château qui la domine prennent de l’importance avec la création du duché de Brabant (1183).
Le château des Ducs de Brabant et des Ducs de Bourgogne est édifié dès le XIIe siècle par les ducs de Brabant. Ils désirent fortifier Bruxelles pour donner à Bruxelles le rôle de capitale.
Ni le château ni l’enceinte fortifiée n’empêchent, en 1356, le comte Louis II de Flandre de prendre la ville, ni d’ailleurs la révolte menée par Éverard t'Serclaes d’en chasser ses troupes. Après cet épisode, sous l’autorité des ducs Jeanne et Wenceslas, est entreprise la construction de la seconde enceinte qui annexe à la cité les champs et les zones bâties qui ont dépassé le premier rempart. Le château ducal, qui se retrouve alors à distance des murailles, perd son rôle défensif et entame une mutation progressive en palais résidentiel. Les ducs agrandissent les appartements, y ajoutent des salles d’apparat et créent un parc.
En 1430, le Brabant étant annexé à la Bourgogne, le palais se doit d’être le reflet de l’important pouvoir dont il est le siège et subit de nombreuses modifications. Philippe le Bon fait construire de nouvelles ailes au palais, embellir le parc, et surtout fait bâtir aux frais de la ville l’Aula Magna, la grande salle d’apparat du palais du Coudenberg dans laquelle, en 1465, se réunirent pour la première fois les États généraux des Pays-Bas composés de délégués de la bourgeoisie, du clergé et de la noblesse des Pays-Bas bourguignons. S'y dérouleront au cours des siècles suivants bien des cérémonies et événements.

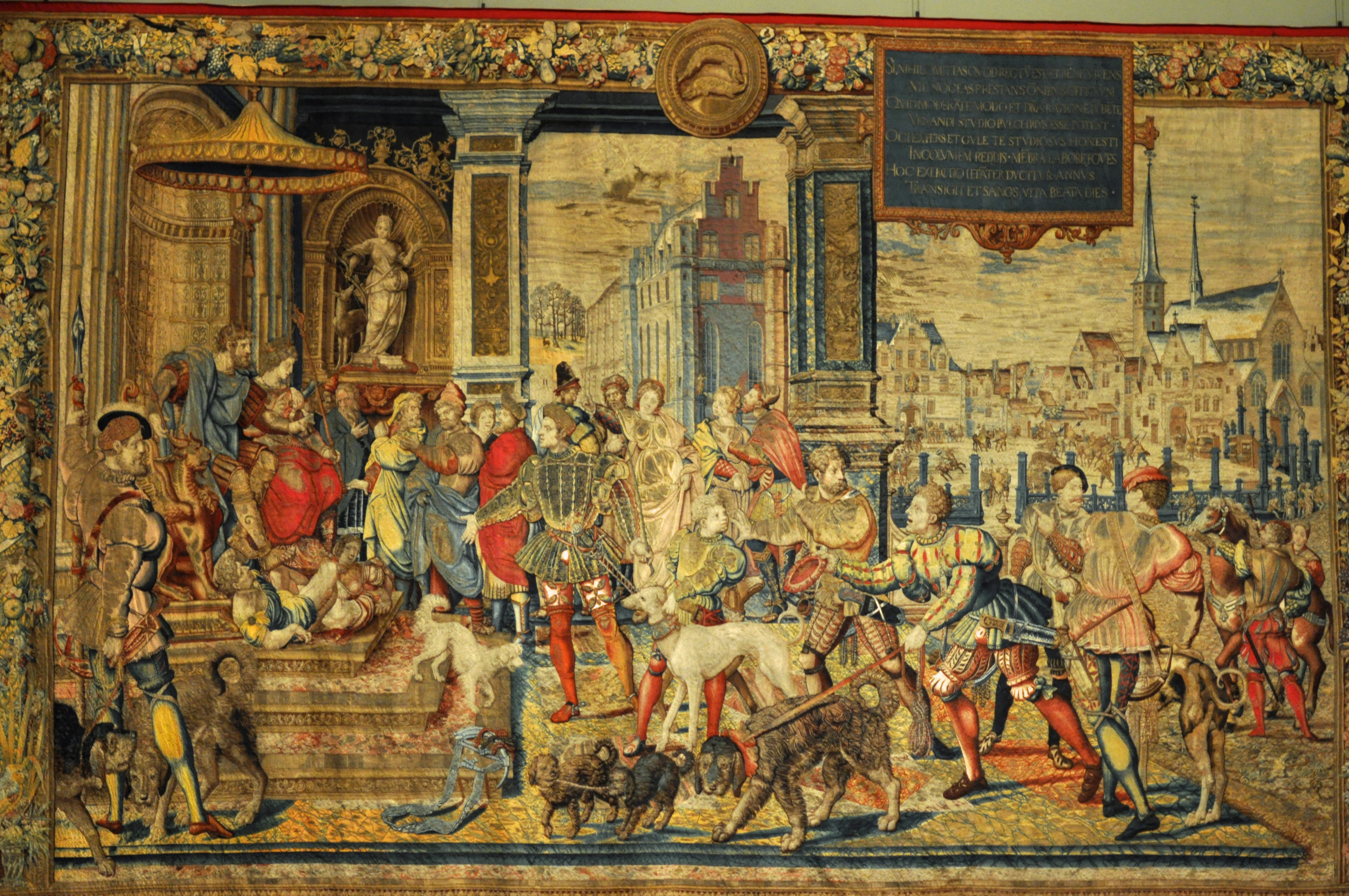
Tenture Les Chasses de Maximilien, mois de février (musée du Louvre) : le palais vu depuis la place des bailles, avec l'Aula Magna au centre à l'arrière-plan et l'église Saint-Jacques à droite

C’est dans cette salle qu'en 1515 Charles de Habsbourg, héritier du duché de Bourgogne et futur empereur sous le nom de Charles Quint, sera émancipé. Il fait édifier une chapelle gothique digne de son rang. C’est dans ce même lieu que quarante ans plus tard il abdiquera en faveur de son fils le roi Philippe II d'Espagne. Durant son règne, Charles Quint fera aménager la place des Bailles devant le palais, construire des galeries et des salles de style Renaissance et ériger la Grande chapelle de style gothique tardif en mémoire de ses parents, Philippe le Beau et Jeanne de Castille. Y était conservé le Trésor de l'ordre de la Toison d'or. C’est au palais du Coudenberg que Charles Quint abdique en 1555 en présence des chevaliers de la Toison d’or.

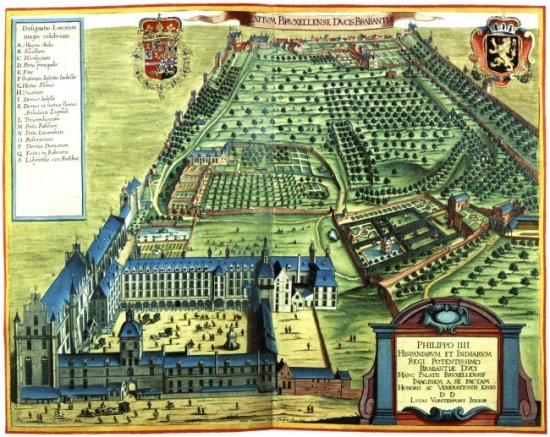
L. Vorsterman le Jeune, Le palais et ses jardins en 1659

Au XVIIe siècle, c’est sous le règne des souverains des Pays-Bas espagnols, les archiducs Albert et Isabelle (1598-1633), qui y établissent leur cour, que le palais bénéficie des dernières améliorations importantes. Les archiducs restaurent les fastes du palais, ils transforment les bâtiments et réaménagent les appartements et les jardins. La rue qui longe l’Aula Magna et la chapelle est prolongée en direction de la collégiale des saints Michel et Gudule, future cathédrale, et prend le nom de rue Isabelle. Grands amateurs d’art, ils font venir à la cour les plus grands artistes du temps, parmi lesquels Jan Brueghel et Rubens dont les œuvres décorent le palais. Le souvenir de cette période restera pour Bruxelles celui d'une époque de paix, de prospérité et de rayonnement intellectuel et artistique sur les autres villes d'Europe.
En 1731, Bruxelles fait partie des Pays-Bas autrichiens et l’archiduchesse Marie-Élisabeth de Habsbourg, sœur de l’empereur Charles VI, en est la gouvernante. La nuit du 3 au 4 février, le feu se déclare dans ses appartements, elle y échappe de justesse. Dans la confusion, le désastre s’étend rapidement à l’ensemble du palais, le gel rend difficile l’approvisionnement en eau et les moyens de lutte contre le feu sont très insuffisants. Au matin, l’incendie a fait des victimes, le palais est en ruine et avec lui se perdent de nombreux chefs-d’œuvre ainsi qu’une bonne partie des archives. La chapelle, les écuries, la bibliothèque, la maison des pages et la vénerie ont été épargnées et continuent d'être occupées. De l’Aula Magna, seuls les hauts murs restent debout.
La cour est relogée ailleurs, les finances manquent pour une reconstruction. Durant plus de quarante ans, les ruines du palais qu’on appelle « la Cour brûlée » sont laissées en l’état. Ce n’est qu’en 1774, sous la régence du gouverneur Charles-Alexandre de Lorraine, que l’on décide de raser les vestiges et de réaménager le quartier. Même la chapelle sera détruite, son style gothique ne correspondant plus au goût du jour. Sur les restes de ce magnifique palais, sera construit le quartier de la place Royale, ainsi que du parc de Bruxelles qui prendra la place des anciens jardins.

## Description du palais à son apogée (XVIIesiècle)
La vue ci-dessous, gravure de J. Van de Velde datant de 1649 et intitulée Curia Brabantiæ in celebri et populosa urbe Bruxellis, nous donne une idée de ce que représentait alors le Court de Brabant.

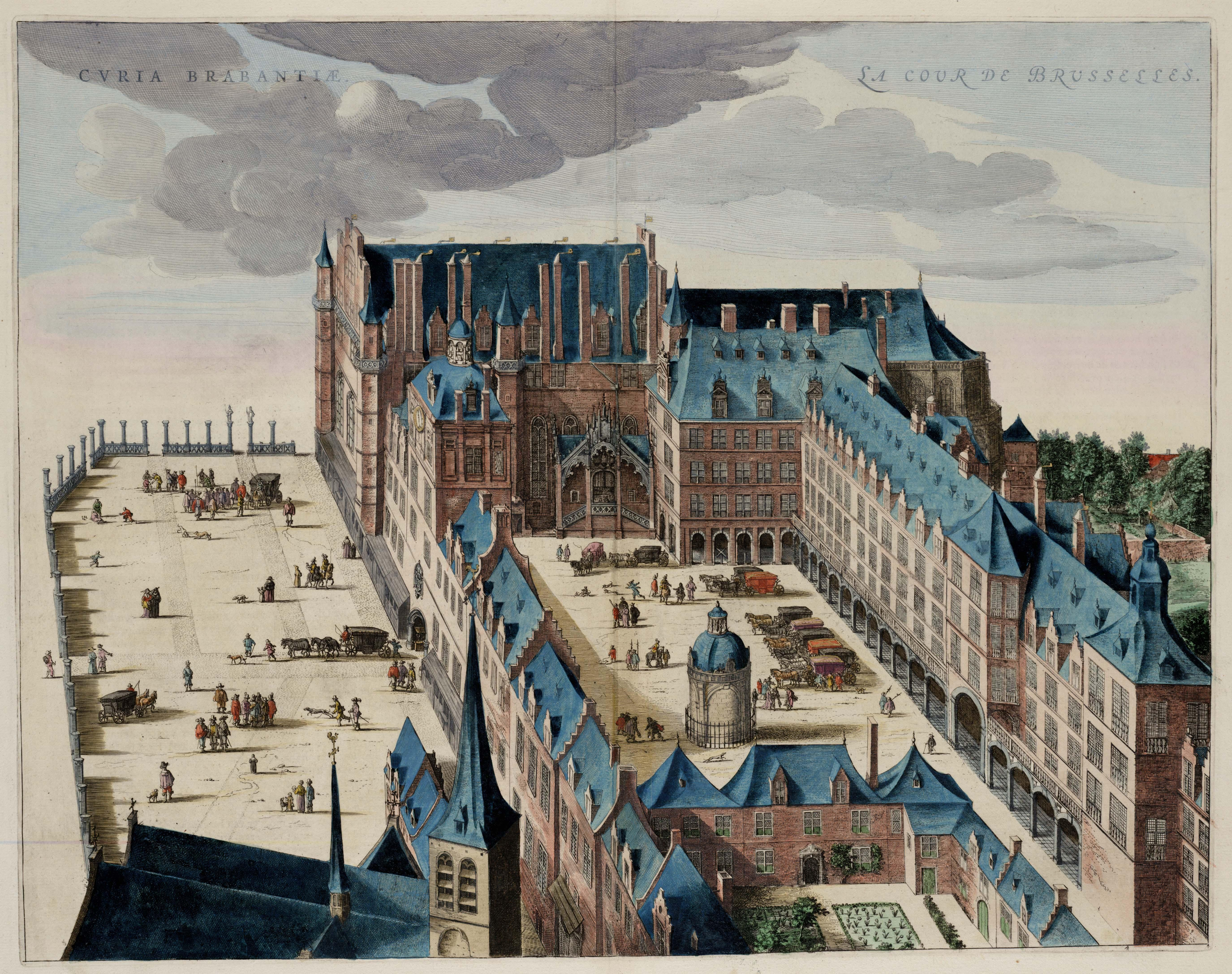
Le Palais en 1649 (Atlas van Loon)

À gauche est représentée la place des Bailles, aménagée sous le règne de Charles Quint : la balustrade qui entoure la place publique comportait une série de piliers surmontés de statues de souverains par Jan Borreman. Elle a inspiré la conception de la clôture du Petit Sablon et de la place de la Gare de Binche. La place occupe la moitié sud de l’emplacement de l’actuelle place Royale. À l’avant-plan l’ancienne église Saint-Jacques, détruite au XVIIIe siècle et reconstruite sensiblement au même emplacement, mais tournée vers la place. Des carrosses franchissent le portail qui, passant sous la tour de l'horloge du XVIIe siècle, permet d’accéder à la cour intérieure du palais.
Au fond de celle-ci, on aperçoit le grand escalier d’honneur qui mène à l’Aula Magna de Philippe le Bon, laquelle domine les autres bâtiments. D’une hauteur qu’on évalue à trente mètres, d’une longueur de quarante et d’une largeur de seize mètres trente, elle était constituée d’une seule salle surmontée d'un ou deux niveaux de comble recouverts d’une charpente couverte d’ardoise. Lors des fêtes et d'événements importants, ses murs étaient couverts de riches tapisseries.
La cour intérieure était également bordée d'un corps de logis où se trouvaient les appartements princiers ainsi que diverses salles de conseils (Conseil d’État, des finances...) et de nombreuses institutions et administrations centrales des Pays-Bas. Sous le règne des Archiducs Albert et Isabelle, il est rehaussé d'un étage. De nombreuses fenêtres donnaient de l’autre côté sur les jardins et le parc. Une grande galerie donnant sur les jardins est construite par la Gouvernante Marie de Hongrie, sœur de Charles Quint.
Dans le prolongement de l’Aula Magna, on aperçoit la chapelle de Charles Quint, réputée pour la beauté de ses proportions. Constituée d’une nef unique éclairée par deux étages de fenêtres, elle était construite sur la pente de la colline du Coperbeek, aujourd’hui nivelée. Pour mettre le niveau de culte au niveau de la salle d’apparat, il a été nécessaire de construire un double niveau de soubassements avec de puissants piliers (octogonaux au "-2" et ronds au "-1") destinés à soutenir les poussées de ceux de la chapelle.
Derrière la salle et la chapelle, la rue Isabelle permettait de descendre la colline en longeant les jardins et la première enceinte, allant de la place des Bailles en direction de la collégiale Saints-Michel-et-Gudule.
Au bas du Coudenberg s’étendaient les jardins, avec des pièces d’eau et des fontaines, des jeux et promenades et une réserve d’animaux de chasse.
Dans la nuit du 3 au 4 février 1731, un incendie ravage le palais occupé par la gouvernante générale des Pays-Bas, Marie-Élisabeth d’Autriche.

## Fouilles archéologiques et site actuel

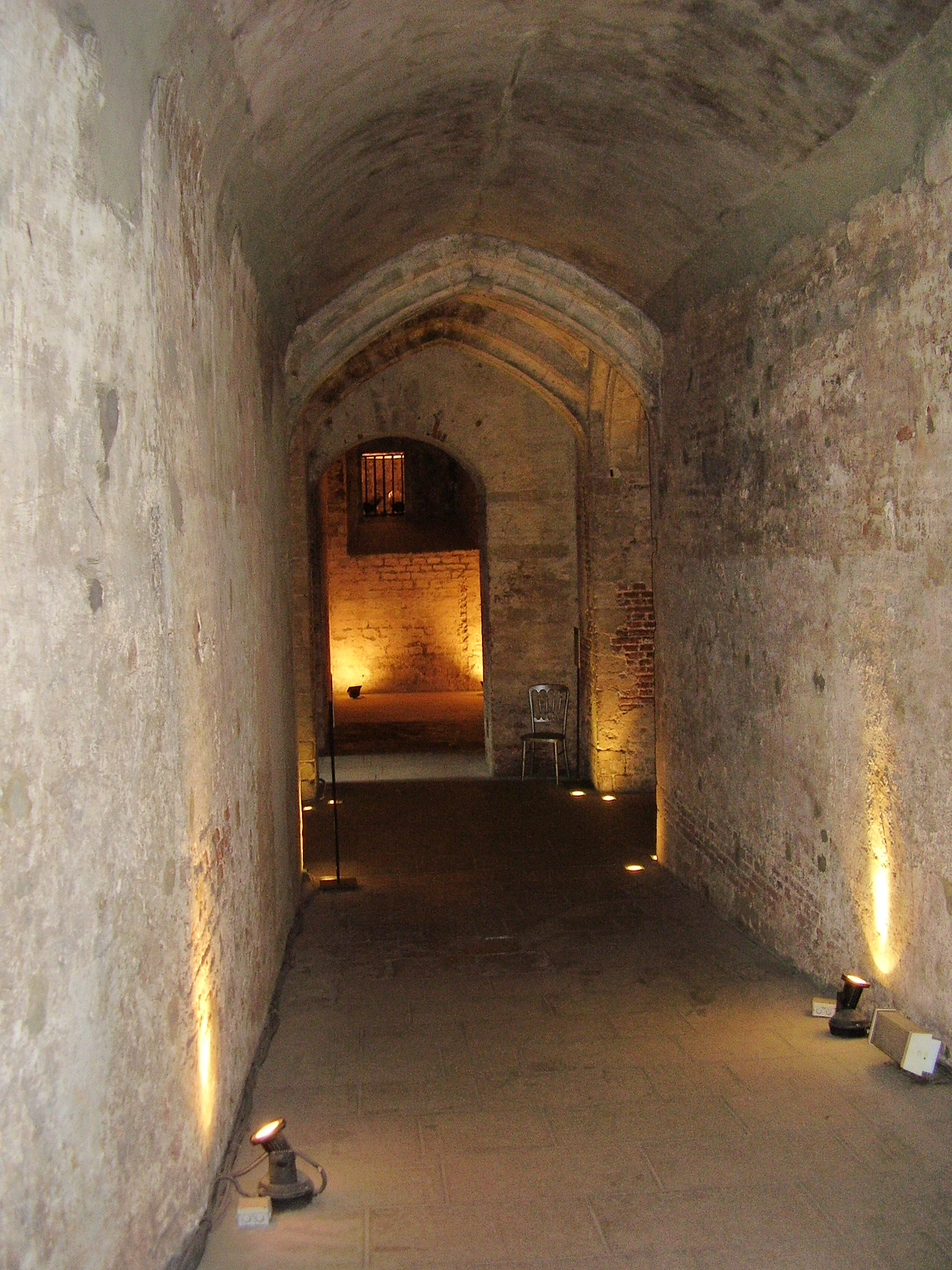
Niveau intérieur de la chapelle du palais.

Entre 1774 et 1778, au moment de la destruction des ruines et du réaménagement du quartier, certaines parties du palais sont remblayées, comme les salles anciennement situées sous l’Aula Magna qui servaient de cuisines et d’entrepôts et le tronçon supérieur de la rue Isabelle, tandis que d’autres sont réutilisées et servent de fondations et de caves aux nouveaux bâtiments de la place Royale. C’est le cas des caves du corps de logis, du second niveau inférieur de la chapelle et du tronçon inférieur de la rue Isabelle. La partie de la rue située après la rue Terarken disparaît en 1923 dans la construction du Palais des Beaux-Arts (architecte Victor Horta).
Entre 1985 et 1987, la cellule archéologique de la Communauté flamande, sous la direction de D. Van Eenhooge et M. Celis, fouille les vestiges de l'ancien hôtel d'Hoogstraeten, qui sont en fait les niveaux inférieurs de l'ancienne Cour des Comptes (5 rue Villa Hermosa). Au début des années 1990, les caves de l'hôtel de Grimbergen (n°10 place Royale) sont fouillées par la même équipe. On redécouvre la chapelle du palais ainsi qu'un tronçon de la rue Isabelle.
De 1995 à 2000, le coin nord-ouest de la place Royale est fouillé par l'équipe de la Société royale d'archéologie de Bruxelles, sous la direction de Pierre Bonenfant. Ces fouilles ont permis de retrouver le plan de l’ancienne salle d’apparat et le tronçon supérieur de la rue Isabelle. Cette zone est reconnectée au reste du site archéologique. Les trottoirs de la rue Royale sont également ouverts, au niveau d'anciennes caves du corps de logis. Ces caves sont elles-mêmes complètement déblayées et reconnectées à la chapelle.
On retrouve, presque intactes, les 500 dalles constituant le pavement originel de l'aula magna. Ces dalles, constituées de pierre bleue et de pierre blanche, sont disposées en damier. Elles sont d'abord inventoriées et entreposées dans l'ancien bâtiment de la cour des Comptes (situé place Royale). Les dalles, réparties sur quatorze palettes (l'aula magna faisait environ 15 mètres de large et 50 mètres de long) sont ensuite entreposées sous le viaduc des trois fontaines à Auderghem. Leur disparition est constatée en septembre 2003.
Entre 1998 et 2003, à la suite des travaux de restauration du bâtiment du BIP, la cellule Archéologie de la Région de Bruxelles-Capitale, sous la direction de S. Modrie, procède à plusieurs nouvelles campagnes de fouilles des vestiges de l'ancien hôtel d'Hoogstraeten.
Cet ensemble a été aménagé pour en permettre la visite à partir du musée BELvue qui occupe l’emplacement des anciens appartements princiers. Une partie des objets retrouvés lors des fouilles est présentée dans le musée du site. Des panneaux explicatifs assurent une bonne compréhension du lieu et de son histoire. Un site Internet est également à disposition du visiteur.

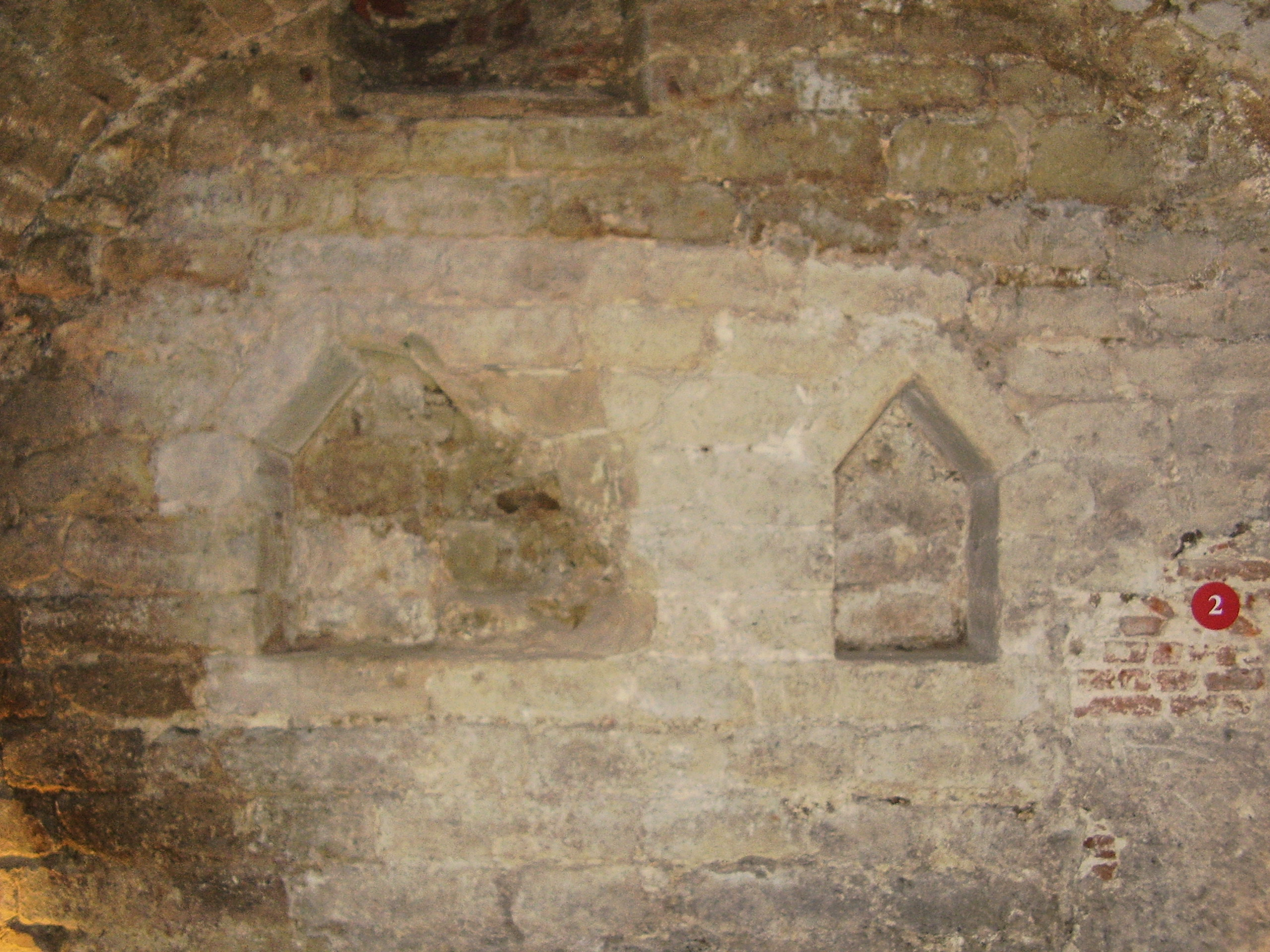
Fondations du XIIe siècle
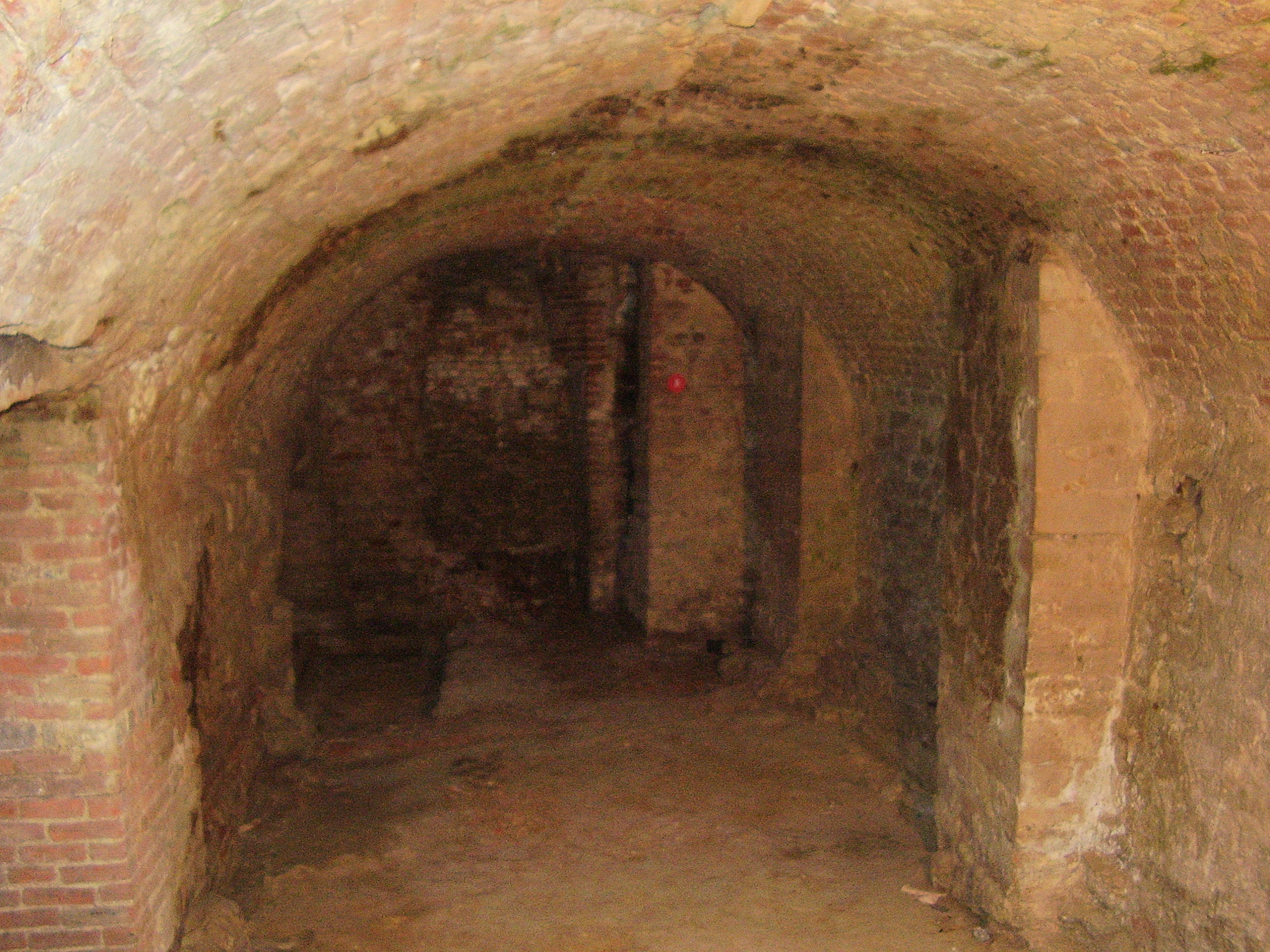
Caves du XVe siècle
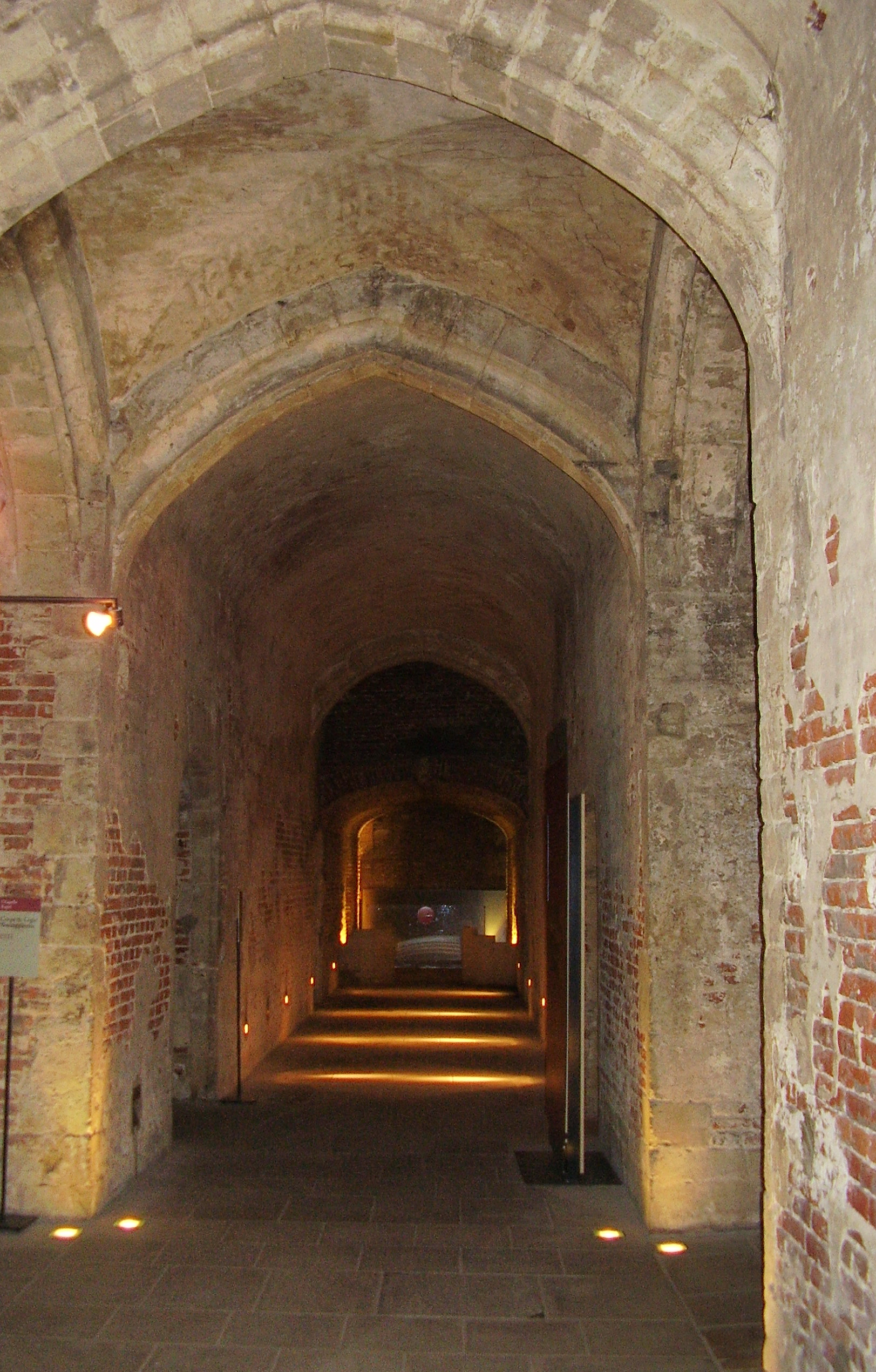
Sous la chapelle
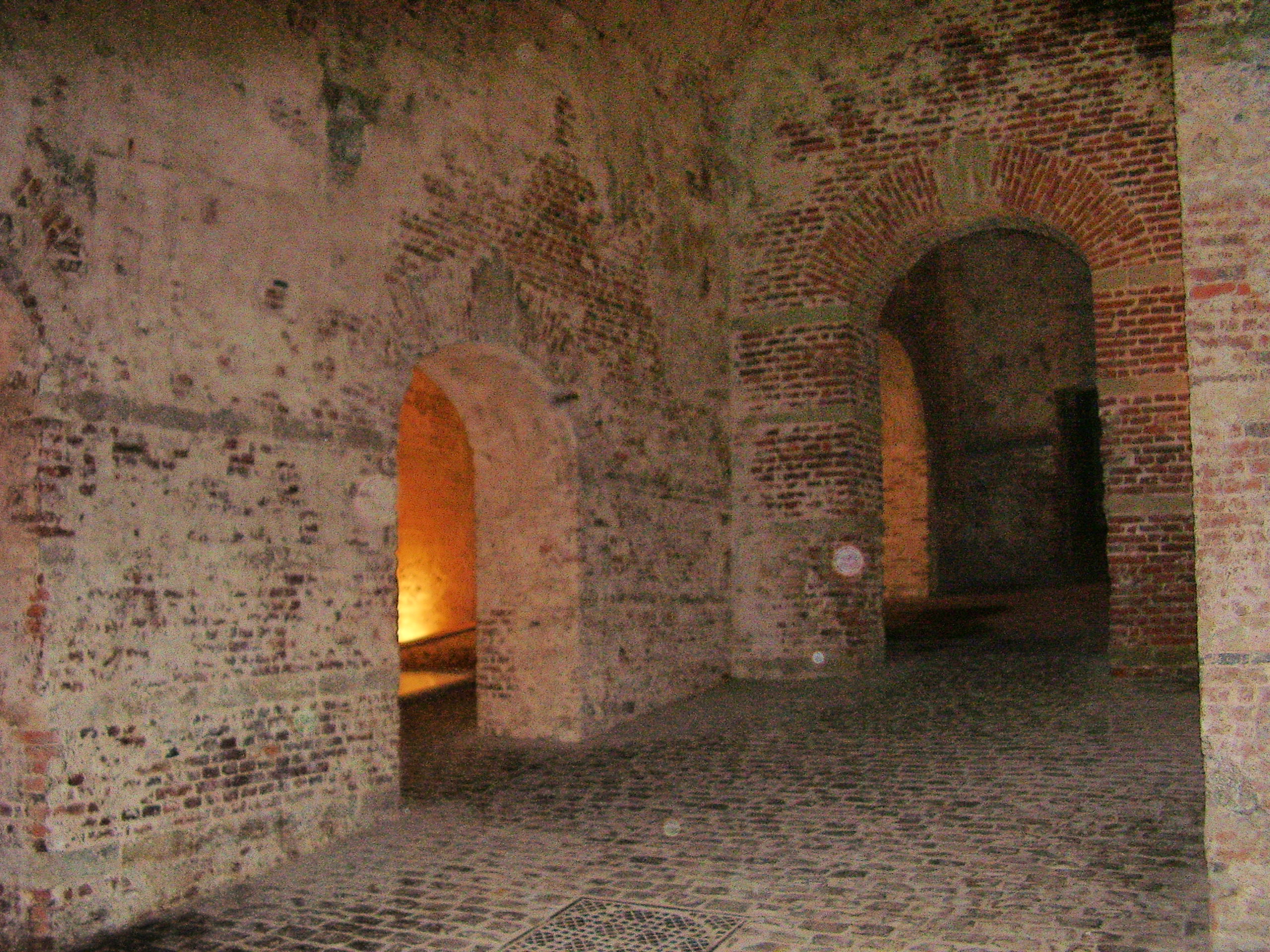
Caves le long de la rue Isabelle
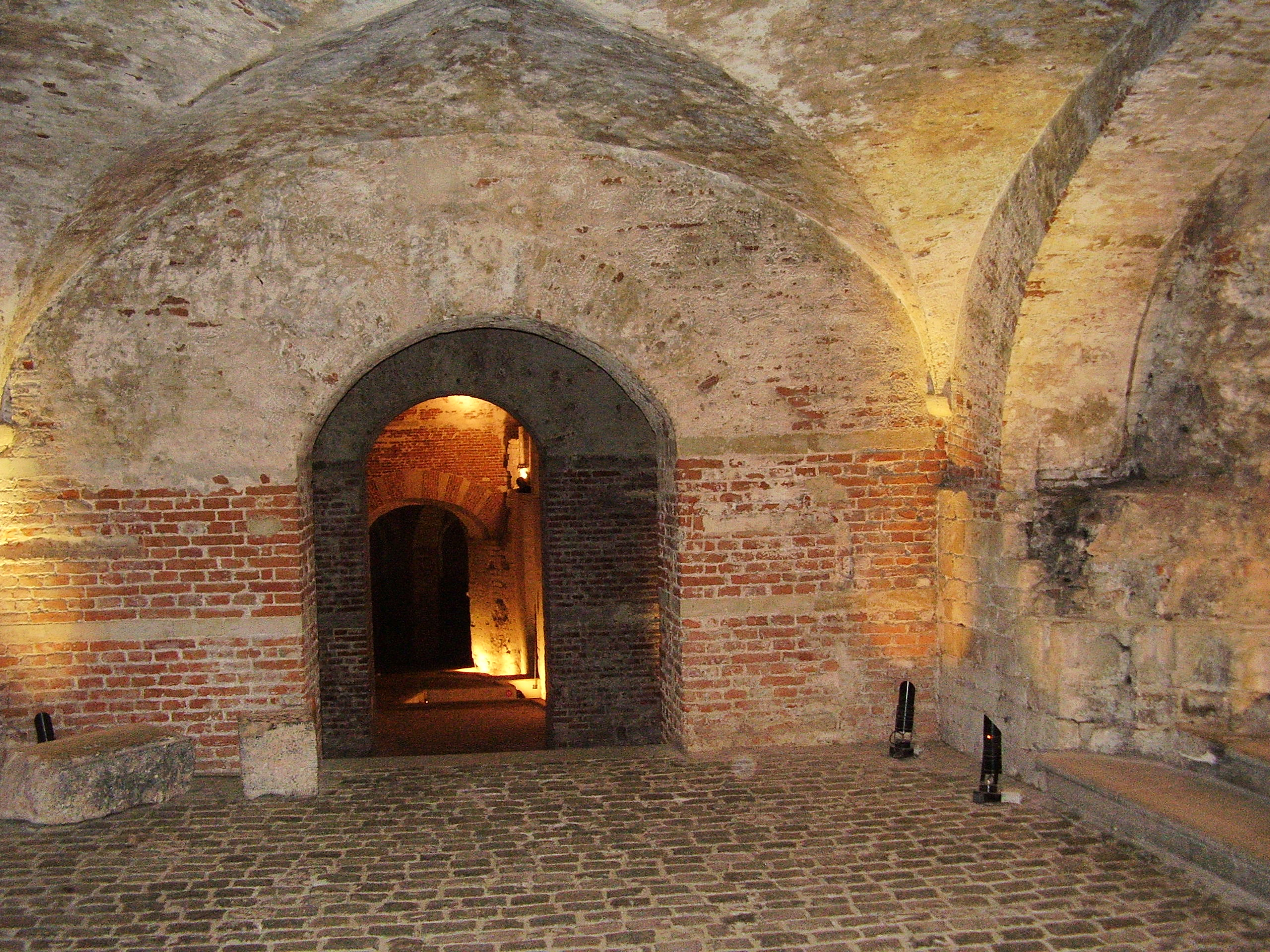
Partie haute de la rue Isabelle
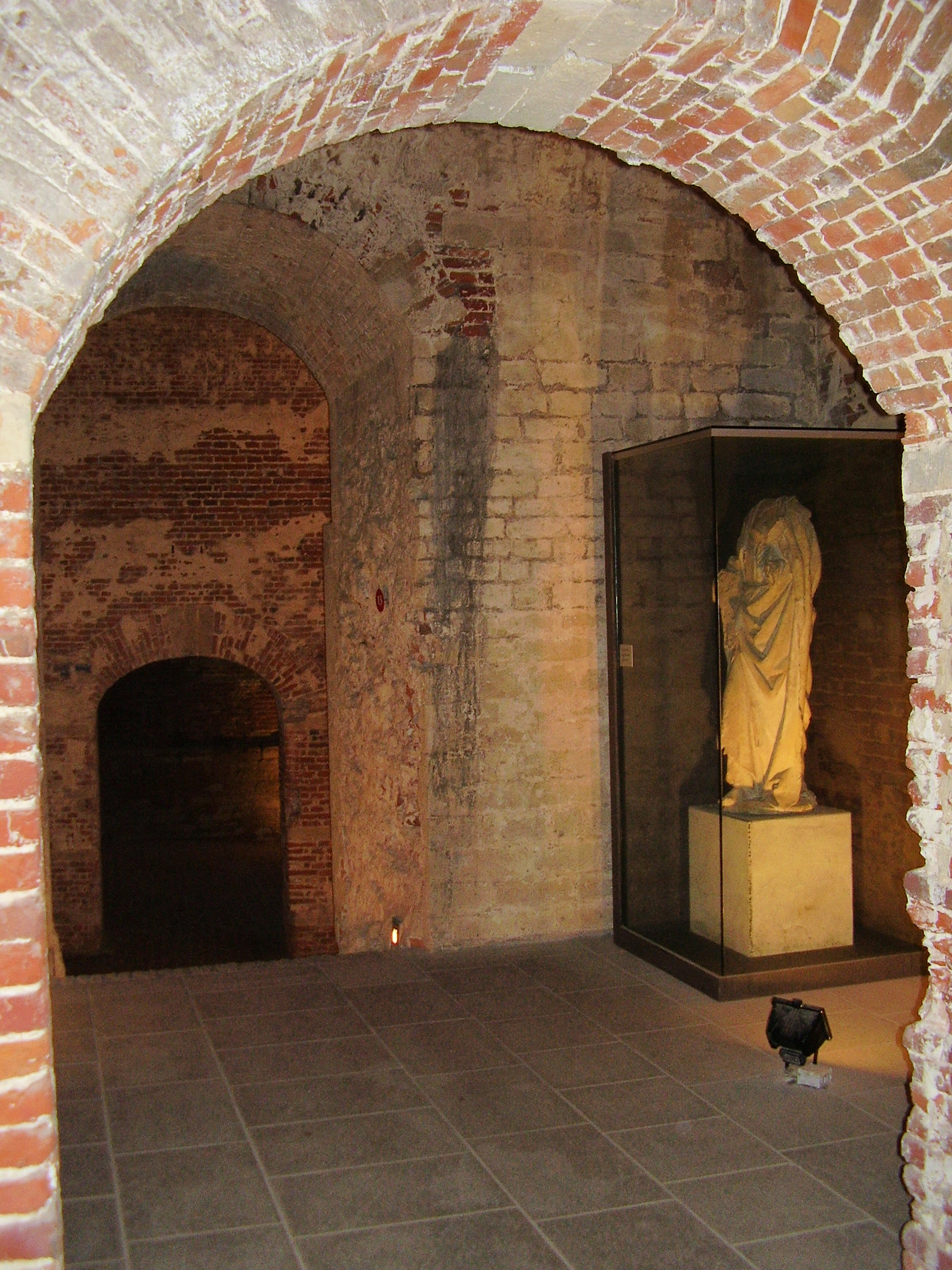
Statue d’apôtre du XVe siècle